# Kemnitz
Kemnitz è un comune del Meclemburgo-Pomerania Anteriore, in Germania.
Appartiene al circondario della Pomerania Anteriore-Greifswald ed è parte della comunità amministrativa (Amt) di Lubmin.